# Société des courses de Bressuire
La société des courses de Bressuire, fondée le 30 décembre 1921, à Bressuire, dans le département des Deux-Sèvres, en France. La société avait pour objet l'amélioration de l'élevage du cheval français.

## Histoire

### La société

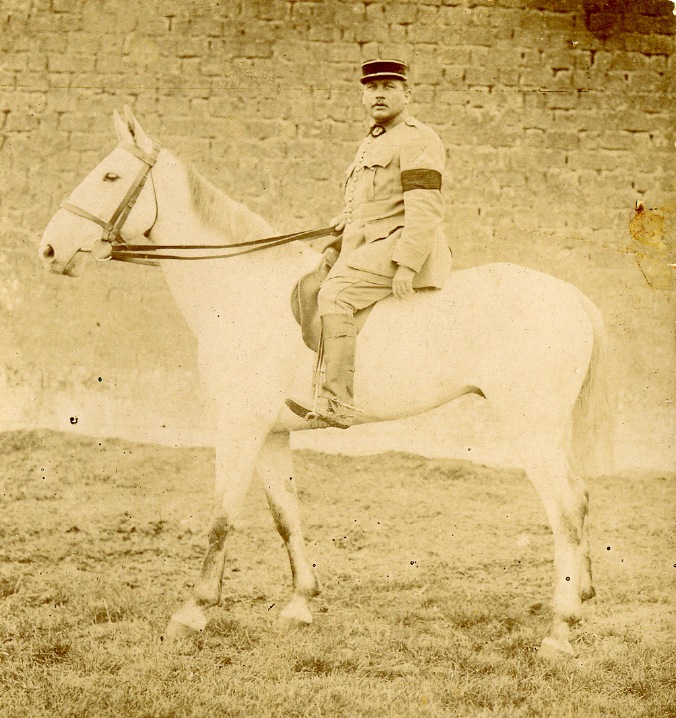
Le capitaine-vétérinaire Bucher de Chauvigné, fondateur de la société des courses de Bressuire en 1921

Initiée par Édouard Bucher de Chauvigné (1886-1940), docteur-vétérinaire (Toulouse 1911),, capitaine-vétérinaire de réserve,, Croix de guerre 14-18 à l'armée d'orient, titulaire de la médaille d'or de la bravoure de Serbie, officier du Mérite agricoleen 1923, chevalier de l'ordre national de la Légion d'honneur en 1937, qui donna des soins gratuits aux chevaux de la gendarmerie de Bressuire pendant 25 ans (médaille de Vermeil en 1938).
Passionné d’équitation, il a noué des relations pendant la première guerre mondiale avec d’autres officiers cultivant la même passion. Fort de leurs conseils et avec l’aide de quelques négociants de Bressuire, il se décide à fonder une Société de courses. Le 30 décembre 1921 les statuts sont déposés, il est élu président. Sous son impulsion, les courses de Bressuire vont connaître un succès grandissant, attirant des milliers de spectateurs.
Les vice-présidents étaient Albert Arsène et M. Thomazeau, le trésorier Léon Grolleau, le secrétaire M. Bénéteau, les commissaires étaient Célestin Billy, Georges Lecomte, André Luton et Charles Reyé. Le siège social de la société des courses était à la salle du cercle littéraire, au café Français à Bressuire,.

### L'hippodrome
Dans le but de promouvoir les courses de chevaux à Bressuire, l'hippodrome de la Baretoderie, est créé par la société des courses de Bressuire, sur la commune de Saint-Porchaire, chemin de Malabry, au lieu-dit La Baretoderie (ou Baritauderie, de nos jours une allée dite du « champ de courses » existe dans ce quartier), l'hippodrome est en forme d'anneau classique, avec une longueur de 1120 mètres, avec la possibilité d'un circuit en huit de 4000 mètres.
À partir de 1922, les courses ont lieu chaque année, le deuxième dimanche de juillet à Bressuire. Tous les styles de courses sont prévus, trot monté, trot attelé, galop, obstacles. Le nombre des courses varie de 5 à 7 par réunion, les prix pour les vainqueurs sont offerts par les différentes sociétés nationales de courses, comme la Société d'encouragement à l'élevage du cheval français, la Société sportive d'encouragement, la Société de sport de France, la Société des steeple-chases de France ou par la ville de Bressuire, le Conseil général des Deux-Sèvres, les commerçants et industriels locaux, ou le comice agricole.
Des courses sont réservées à des sous-officiers et officiers en uniformes, cavaliers militaires des écoles militaires de Saint-Maixent et d'artillerie de Poitiers, et à des écuyers du Cadre Noir de Saumur. La société organise aussi des courses pour les apprentis jockeys, "Le Prix des Apprentis".
Le pari mutuel est autorisé. La société améliore progressivement le choix et la qualité des chevaux, la piste, installe des obstacles fixes, des haies, un accès élargi pour le pari mutuel, les prix augmentent, 30 000 francs en 1928, et 40 000 francs en 1929.
Ces manifestations sont placées sous la présidence d'honneur du Préfet entouré de la plupart des autorités locales et parlementaires départementaux. Entre autres, Georges de Talhouët-Roy, député des Deux-Sèvres, propriétaire d'haras et de chevaux, et président du syndicat des éleveurs de chevaux de pur-sang, qui s'investit personnellement pour aider à la réussite des courses.
La société organise des fêtes champêtres entre les courses, des animations de formations musicales, de sonneries de cors de chasse, de lâchers de pigeons-voyageurs, de ballons-réclame, de chanteurs populaires, de buffets et buvettes.
En 1936, le champ de courses de Bressuire est utilisé pour une réunion politique où Henri Dorgères prend la parole devant 8.000 paysans de la région.

### Après-guerre
Les réunions ont lieu sans interruption de 1922 à 1939, puis sont suspendues pendant la guerre de 1939 à 1945.
Après le décès en 1940 du président de la société des courses, Edouard Bucher de Chauvigné, les courses à l'hippodrome reprennent avec succès à partir de 1947, mais prennent fin définitivement en 1949.

## Sources
- Guy Charenton, Au trop et au galop dans le bocage bressuirais, de 1921 à nos jours. Revue de l'association Histoire et Patrimoine du Bressuirais, numéro 70, 2014[22],[23].
- AD 79.